# Pionierlehrbrigade 60
Das Pionierlehrbrigade 60 „Bayerischer Löwe“ war eine der Pionierbrigaden des Heeres der Bundeswehr. Der Stabssitz war Ingolstadt. Die Pionierlehrbrigade unterstand dem Wehrbereichskommando VI / 1. Gebirgsdivision. Der Beiname „Bayerischer Löwe“ verdeutlichte die Verbindung zum Stationierungsraum in Bayern.

## Auftrag
Neben den Aufträgen als reguläre Pionierbrigade im fast gesamten Fähigkeitsspektrum der Pionier- und ABC-Abwehrtruppe unterstützte die Pionierlehrbrigade 60 die Pionierschule und Fachschule des Heeres für Bautechnik und den General der Pioniertruppe als Lehrtruppenteil bei der Ausbildung, sowie der Erprobung neuer Technik, neuer Organisationsformen und neuer Einsatzverfahren. Die Pionierlehrbrigade 60 war die einzige Brigade in der Geschichte der Bundeswehr, die im Heer neben der Panzerlehrbrigade 9 den Bezeichnungsbestandteil „–lehr–“ trug.

## Geschichte

### Aufstellung
Nach Ende des Ost-West Konflikts wurde die Struktur der Pioniertruppe zur Einnahme der Heeresstruktur V bzw. V (N) geändert. Ein Großteil der Pioniertruppe des Feld- und Territorialheeres war bisher in Pionierkommandos gegliedert. Die deutschen Korps führten als Korpstruppen je ein Pionierkommando. Analog führten die Territorialkommandos ebenfalls entweder ein direkt unterstelltes Pionierkommando bzw. im Falle des Territorialkommandos Schleswig-Holstein ein Pionierregiment vergleichbarer Größe. Auf Ebene der meisten Divisionen waren Pionierbataillone als Teil der Divisionstruppen ausgeplant; im Territorialheer führte analog jedes Wehrbereichskommando ein Pionierregiment.
In der neuen Struktur wurde die Masse der oben aufgezählten Truppenteile der Pioniere des Feld- und Territorialheers – soweit diese nicht außer Dienst gestellt wurden – in neu aufgestellten Pionierbrigaden zusammengefasst. Die Pionierbrigaden wurden jeweils einem Stab eines Wehrbereichskommandos/Division unterstellt. Diese fusionierten Großverbände neuen Typs vereinten Truppenteile und Aufgaben des bisherigen Feld- und Territorialheeres. Erst im Verteidigungsfall wären die Verbände voraussichtlich wieder getrennt worden. Ähnliches galt für die Pionierbrigaden.
Die Pionierlehrbrigade 60 wurde am 1. Oktober 1993 in der Pionierkaserne auf der Schanz in Ingolstadt aufgestellt und dem etwa zeitgleich fusionierten Wehrbereichskommando VI / 1. Gebirgsdivision unterstellt. Ab 2009 war Ingolstadt ebenfalls Stabssitz der Pionierschule.

### Auflösung
Nach der Trennung des Wehrbereichskommandos VI / 1. Gebirgsdivision und der bald darauf folgenden Außerdienststellung der 1. Gebirgsdivision wurde die Pionierlehrbrigade 60 am 30. September 2003 außer Dienst gestellt.

## Verbandsabzeichen

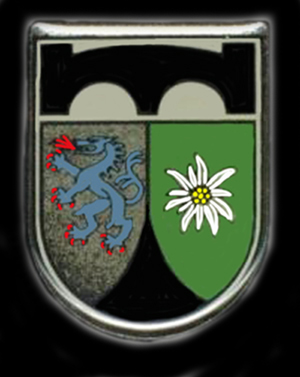
Internes Verbandsabzeichen des Stabes/Stabskompanie

Die Pionierbrigade führte anders als die meisten anderen Brigaden des Heeres kein eigenes Verbandsabzeichen. Die Soldaten trugen daher das Verbandsabzeichen des übergeordneten Wehrbereichskommandos bzw. der übergeordneten Division.
Als „Abzeichen“ wurde daher unpräzise manchmal das interne Verbandsabzeichen des Stabes und der Stabskompanie „pars pro toto“ für die gesamte Pionierbrigade genutzt. Es zeigte als Hinweis auf die Verbundenheit zur Gebirgstruppe das Edelweiß ähnlich wie das Mützenabzeichen der Gebirgstruppe bzw. wie im Verbandsabzeichen der 1. Gebirgsdivision und den blauen Panther aus dem Stadtwappen Ingolstadts. Die in der schwarzen Waffenfarbe der Truppe gehaltene stilisierte Brücke war ähnlich im Barettabzeichen der Pioniertruppe abgebildet. Die Brücke taucht ähnlich in den anderen internen Verbandsabzeichen der Stäbe und der Stabskompanien der übrigen Pionierbrigaden auf.